# Bibinje
Bibinje (italijansko Bibigne) so naselje in občina na Hrvaškem, ki upravno spada pod Zadrsko županijo.
Do teritorialne reorganizacije so se Bibinje nahajale v sestavu stare občine Zadar. Prebivalci se ukvarjajo s pridelavo oljk, ribolovom, sadjarstvom, vinogradništvom in turizmom.

## Lega
Naselje z manjšim pristaniščem leži okoli 6 km jugovzhodno od Zadra. V bližini ob borovem gozdu je manjši plitek zaliv s peščeno plažo.

## Zgodovina
Kraj kjer stojijo današnje Bibinje je bil naseljen že v rimskih časih. Iz te dobe so se ohranili ostanki mozaičnih tal in deli vodovoda, ki je iz Vranskega jezera pri Pakoštanih oskrboval Zadar. V starih listinah se kraj prvič omenja v 12. stoletju z imenom Bibanum. Najstarejši del današnjega starega naselja so postavili v 16. stoletju prebivalci iz bližnjega porušenega naselja Petrina, ki so se sem umaknili pred turškimi vpadi. Leta 1760 je bila zgrajena cerkvica Sv. Ivana z zvonikom v katerem so ohranjeni napisi v glagolici. Župnijska cerkev Sv. Roka je bila zgrajena v 16. stoletju, ter obnovljena v 17. in 19. stoletju.
Na lokaciji Banjska punta severno od Bibinj ležijo srednjeveške ruševine, nekateri deli teh ruševin pa izvirajo še iz antike. Na rtu Banjska punta stoji obnovljena srednjeveška cerkvica Sv. Jelene. Severovzhodno od Bibinj ležijo ostanki porušenega naselja Petrina s srednjeveško cerkvico. Na rtu Pulja, južno od Bibinj so ostanki starohrvaške cerkvice Sv. Ivana Krstitelja z grobovi.

## Demografija
Opomba:občina Bibinje je nastala iz stare občine Zadar. Za leta 1857 do 1921 so podatki za naselje ki je bilo v sestavu občine Zadar. 

| 1857 | 1869 | 1880 | 1890 | 1900 | 1910 | 1921 | 1931 | 1948 | 1953 | 1961 | 1971 | 1981 | 1991 | 2001 | 2011 |
| 426  | 485  | 538  | 659  | 738  | 357  | 1100 | 1158 | 1530 | 1684 | 2053 | 2590 | 3065 | 3777 | 3923 | 3985 |

#### Pregled števila prebivalcev po nacionalni pripadnosti leta 2001
Po popisu je leta 2001 v Bibinjah živelo 3923 prebivalcev naslednje nacionalne pripadnosti:
- Hrvati - 3819 (97,35%)
- Albanci - 12 (0,31%)
- Bosanci - 9 (0,23%)
- Nemci - 9 (0,23%)
- Srbi - 8 (0,20%)
- Slovenci - 5 (0,13%)
- Madžari - 2
- Makedonci - 2
- Slovaki - 2
- Avstrijci -1
- Čehi - 1
- ostali - 4
- neopredeljeni - 7
- nepoznano - 42 (1,07%)